# Adeline Baud
Adeline Baud (Évian-les-Bains, 28 settembre 1992) è un'ex sciatrice alpina francese.
In seguito al matrimonio ha assunto anche il cognome del coniuge; dalla stagione 2016 si è registrata nelle liste FIS come Adeline Baud Mugnier e dalla stagione 2019 (che tuttavia non ha disputato) come Adeline Mugnier.

## Biografia

### Stagioni 2008-2012
Adeline Baud, originaria di Les Gets, ha esordito nel Circo bianco il 26 novembre 2007 in uno slalom gigante valido ai fini del punteggio FIS a Val Thorens, piazzandosi 42ª. Il 19 gennaio 2009 ha debuttato, nella stessa specialità, in Coppa Europa a Courchevel giungendo 36ª; sempre nel 2009 ha conquistato la medaglia d'argento nello slalom gigante al Festival olimpico della gioventù europea nell'edizione di Szczyrk. Ha debuttato in Coppa del Mondo il 23 ottobre 2010 sul ghiacciaio di Sölden in slalom gigante, senza completare la gara; nel 2011 ai Mondiali juniores di Crans-Montana si è classificata 5ª sempre nella medesima specialità.
Il 12 gennaio 2012 ha conquistato il suo primo podio in Coppa Europa, in supergigante sul tracciato austriaco di Bad Kleinkirchheim, arrivando 3ª alle spalle della connazionale Jennifer Piot e dell'italiana Anna Hofer. Due mesi dopo ha vinto la medaglia di bronzo nello slalom gigante ai Mondiali juniores di Roccaraso 2012, nella gara che ha visto primeggiare la norvegese Ragnhild Mowinckel davanti alla svedese Sara Hector; nella stessa manifestazione ha ottenuto anche il 17º posto nel supergigante, il 7º posto nello slalom speciale e il 4º posto nella combinata.

### Stagioni 2013-2018
Nel 2013 ha ottenuto i suoi quattro successi in Coppa Europa (il primo il 7 gennaio nello slalom gigante disputato a Zinal, l'ultimo il 4 febbraio nella supercombinata di Sella Nevea); nello stesso anno ai Mondiali juniores del Québec ha conquistato la medaglia di bronzo nello slalom speciale e nella combinata. L'anno successivo ha debuttato ai Giochi olimpici invernali e a Soči 2014 è stata 22ª nello slalom gigante e non ha concluso lo slalom speciale; ai Mondiali di Vail/Beaver Creek 2015, sua prima presenza iridata, è stata 15ª nello slalom gigante e non ha concluso lo slalom speciale.
Due anni dopo ai Mondiali di Sankt Moritz, suo congedo iridato, ha vinto la medaglia d'oro nella gara a squadre, si è classificata 14ª nello slalom gigante e non ha completato lo slalom speciale. Il 19 dicembre 2017 ha ottenuto a Courchevel in slalom gigante il suo miglior piazzamento in Coppa del Mondo (7ª) e ai successivi XXIII Giochi olimpici invernali di Pyeongchang 2018, sua ultima presenza olimpica, si è classificata 20ª nello slalom gigante, 4ª nella gara a squadre e non ha concluso lo slalom speciale. La sua ultima gara in carriera è stata lo slalom speciale di Coppa del Mondo disputato a Semmering il 29 dicembre 2018, che non ha completato; ha annunciato il ritiro nell'agosto dell'anno seguente.

## Palmarès

### Mondiali
- 1 medaglia:
  - 1 oro (gara a squadre a Sankt Moritz 2017)

### Mondiali juniores
- 3 medaglie:
  - 3 bronzi (slalom gigante a Roccaraso 2012; slalom speciale, combinata a Québec 2013)

### Coppa del Mondo
- Miglior piazzamento in classifica generale: 47ª nel 2017

#### Coppa del Mondo - gare a squadre
- 1 podio:
  - 1 terzo posto

### Coppa Europa
- Miglior piazzamento in classifica generale: 3ª nel 2013
- 7 podi:
  - 4 vittorie
  - 3 terzi posti

#### Coppa Europa - vittorie
| Data            | Località    | Paese    | Specialità |
| --------------- | ----------- | -------- | ---------- |
| 7 gennaio 2013  | Zinal       | Svizzera | GS         |
| 8 gennaio 2013  | Zinal       | Svizzera | GS         |
| 24 gennaio 2013 | Pamporovo   | Bulgaria | GS         |
| 5 febbraio 2013 | Sella Nevea | Italia   | SC         |

Legenda:

GS = slalom gigante

SC = supercombinata

### Nor-Am Cup
- Miglior piazzamento in classifica generale: 35ª nel 2015
- 1 podio:
  - 1 terzo posto

### South American Cup
- Miglior piazzamento in classifica generale: 9ª nel 2010
- 3 podi:
  - 3 vittorie

#### South American Cup - vittorie
| Data              | Località             | Paese     | Specialità |
| ----------------- | -------------------- | --------- | ---------- |
| 13 settembre 2009 | El Colorado          | Cile      | GS         |
| 26 settembre 2016 | Ushuaia Cerro Castor | Argentina | SL         |
| 28 settembre 2016 | Ushuaia Cerro Castor | Argentina | GS         |

Legenda:

GS = slalom gigante

SL = slalom speciale

### Campionati francesi
- 6 medaglie[2]:
  - 4 ori (slalom speciale, slalom parallelo nel 2016; slalom speciale, combinata nel 2017)
  - 1 argento (slalom gigante nel 2016)
  - 1 bronzo (supercombinata nel 2010)